# Rontignon
Rontignon (okzitanisch: Hrontinhon) ist eine französische Gemeinde mit 1.831 Einwohnern (Stand: 1. Januar 2022) im Département Pyrénées-Atlantiques in der Region Nouvelle-Aquitaine. Die Gemeinde gehört zum Arrondissement Pau und zum Kanton Ouzom, Gave et Rives du Neez (bis 2015: Kanton Pau-Ouest). Die Einwohner werden Rontignonais genannt.

## Geografie
Rontignon liegt etwa fünf Kilometer südöstlich von Pau in der historischen Provinz Béarn. Der Fluss Soust begrenzt die Gemeinde im Südosten. Umgeben wird Rontignon von den Nachbargemeinden Aressy im Norden, Meillon im Osten und Nordosten, Narcastet im Osten und Südosten, Bosdarros im Süden und Südwesten, Gelos im Westen und Südwesten sowie Uzos im Nordwesten.

## Bevölkerungsentwicklung
| 1962                      | 1968 | 1975 | 1982 | 1990 | 1999 | 2006 | 2012 |
| ------------------------- | ---- | ---- | ---- | ---- | ---- | ---- | ---- |
| 309                       | 377  | 415  | 558  | 627  | 685  | 726  | 798  |
| Quelle: Cassini und INSEE |      |      |      |      |      |      |      |

## Sehenswürdigkeiten
- Kirche Saint-Pierre, 1854 erbaut

## Weinbau
Der Ort gehört zum Weinbaugebiet Béarn.